# Sangiaccato di Durazzo
Il sangiaccato di Durazzo (in albanese Sanxhaku i Durrësit, in turco Draç Sancağı) era uno dei due sangiaccati ottomani del Vilayet di Scutari, del quale occupava la regione più meridionale. Il centro amministrativo era la città di Durazzo.

## Storia
Prima del 1867, Scutari era un sangiaccato all'interno dell'Eyalet di Rumelia. Nel 1867, il Sangiaccato di Scutari si fuse con il Sangiaccato di Skopje (o Üsküb), formando il nuovo Vilayet di Scutari. Il vilayet fu successivamente diviso in tre sangiaccati: Scutari, Prizren e Dibra. Nel 1877, Prizren e Dibra furono trasferiti rispettivamente al Vilayet del Kosovo e al Vilayet di Monastir. Il vilayet di Scutari fu riorganizzato in due sangiaccati: Scutari e Durazzo (Durrës).
Nel 1912 e all'inizio del 1913 il vilayet di Scutari fu occupato dalla Lega Balcanica durante la prima guerra balcanica. Il 29 novembre 1912, l'esercito del Regno di Serbia occupò Durazzo e istituì la contea di Durazzo.

## Dati demografici
Secondo l'indagine del vice console italiano di Durazzo Gino Macchioro pubblicata nel 1903, il sangiaccato aveva una popolazione di 91.010 abitanti. Circa l'86% della popolazione era di fede musulmana mentre le altre minoranze religiose includevano ortodossi e cattolici.
Secondo lo storico Kristo Frashëri, in termini di divisione etnica, il Sangiaccato di Durazzo era uno dei più omogenei a maggioranza albanese.

## Divisioni amministrative
Al 1903 il sangiaccato era composto dalle seguenti kaza (o distretti).
- Kaza di Durazzo, comprendente il capoluogo del distretto e 5 villaggi[12]
- Kaza di Kavaja, con 57 villaggi[12]
- Kaza di Scïak, suddiviso in tre nahiya e con un totale di 57 villaggi[12]
- Kaza di Tirana, con 101 villaggi[12]

A queste si aggiunse successivamente la kaza di Kroja, suddivisa in due nahiya, con un totale di 62 villaggi.